# John Tavener
John Tavener (Londen, 28 januari 1944 – Child Okeford (Noord-Dorset), 12 november 2013) was een Britse componist. 

## Leven en werk
Tavener volgde de Highgate School in Londen, waar de latere componist John Rutter zijn medeleerling was. Tavener studeerde piano, orgel en koordirectie aan het Royal College of Music en trad enige malen op als solist in pianoconcerten. Later stapte hij over naar compositie en kreeg les van onder anderen Lennox Berkeley.
In 1968 verkreeg hij voor het eerst bekendheid door zijn compositie The Whale, naar het Bijbelboek Jona, uitgebracht op Apple Records, de platenmaatschappij van The Beatles. Zijn vroege werken zijn beïnvloed door de werken van met name Stravinsky. Diens Canticum Sacrum noemde hij later als het werk dat hem had "wakker geschud" en hem had overtuigd van zijn roeping als componist in plaats van podiumkunstenaar.
In 1977 trad Tavener toe tot de Russisch-orthodoxe Kerk. Deze keuze heeft zijn muziek sterk beïnvloed. Hij ging zich interesseren voor mystiek en begon vooral kerkmuziek te schrijven, waarbij teksten van bijvoorbeeld de kerkvader Johannes Chrysostomus hem inspireerden.
Een van zijn bekendste composities is The Lamb (1985), op een tekst van William Blake, dat vaak als een kerstlied wordt gezongen. Verder is Song for Athene uit 1993 bekend geworden door de uitvoering bij de staatsbegrafenis van Lady Diana in 1997.
Later ging Tavener zich interesseren voor de islam en het boeddhisme. Uit deze periode valt het kolossale werk The Veil of the Temple (2002) op, geschreven voor verschillende koren en orkesten en met een uitvoeringsduur van liefst zeven uur.
In Taveners relatief sobere muziek ziet men een versmelting van westerse en oosterse muziek. Hierbij valt zowel de invloed van Olivier Messiaen te onderkennen, als verwantschap met Arvo Pärt en de stroming van de minimal music.

### Privé
In 2000 werd Tavener tot de adelstand verheven: hij mocht zich Sir John laten noemen. Tavener had zijn leven lang een zwakke gezondheid. Hij had diverse hartinfarcten en leed aan het syndroom van Marfan. Hij overleed in november 2013 op 69-jarige leeftijd in zijn huis in Dorset.

## Belangrijke composities
- The Whale, voor solisten, spreekstem, kinderkoor, gemengd koor en orkest (1966)
- Thérèse opera: over Theresia van Lisieux (1973)
- The Protecting Veil, voor cello en strijkers (1988)
- Song for Athene, voor koor a capella (1993)
- The Veil of the Temple, voor solisten, koren en orkesten (2002)
- Schuon Lieder, voor sopraan en instrumentaal ensemble (2003)
- Laila (Amu) balletmuziek: voor sopraan, tenor en orkest (2004)

- Biblioteca Nacional de España: XX4610470
- Bibliothèque nationale de France: cb13941497h (data)
- CiNii: DA11714224
- Gemeinsame Normdatei: 12273159X
- International Standard Name Identifier: 0000 0001 1576 858X
- Library of Congress Control Number: n79108030
- Nationale Bibliotheek van Letland: 000027092
- MusicBrainz: 7b0a18b7-2b32-4b26-8db3-3ea39a59e1e6
- Bibliotheek van het Japanse parlement: 01058247
- Nationale Bibliotheek van Tsjechië: ola2002154017
- Nationale Bibliotheek van Israël: 987007426445305171
- Nationale Bibliotheek van Polen: a0000003054986
- Nederlandse Thesaurus van Auteursnamen: 10803707X
- Istituto Centrale per il Catalogo Unico: UBOV756414
- LIBRIS: 207282
- SNAC: w6tc382d
- Système universitaire de documentation: 087885832
- Virtual International Authority File: 86499152
- WorldCat: E39PBJdrK4bxYDT4mwMdYYm8G3